# Kometenwein
Kometenwein ist eine Bezeichnung für besonders gute Weine.

## Geschichte
Der Begriff geht auf den Jahrgang 1811 zurück, an dem nicht nur der Komet Flaugergues erschien, sondern auch der angeblich beste Wein des Jahrhunderts hervorgebracht wurde. Die Wetterbedingungen waren überaus günstig: „Auf einen nur mäßig kalten Winter folgte bereits im Februar der Beginn eines trockenen und warmen Frühlingswetters, das bis Mai anhielt, der Sommer kam im Mai und ihm folgte ein warmer und überlanger Herbst.“ Der Wein wird beschrieben als „ein wahrer Nektar. Ertrag reichlich, ein Ausbund, süß, reich an Geist und stark.“ Seither wird immer wieder versucht eine statistische Beziehung zwischen dem Auftreten von Kometen und der Güte von Weinjahrgängen herzustellen, was auch gelingt, bezieht man sich nur auf das richtige Weinbaugebiet.
Angeblich bezieht sich Goethe im West-östlichen Divan auf diesen „Elfer“-(Eilfer-)Wein:

„Setze mir nicht, du Grobian,
Mir den Krug so derb vor die Nase!
Wer mir Wein bringt, sehe mich freundlich an,
Sonst trübt sich der Eilfer im Glase.“

Felix Mendelssohn Bartholdy veränderte Goethes Text leicht und komponierte dazu sein Türkisches Schenkenlied op. 50/1:

„Setze mir nicht, du Grobian, den Krug so derb vor die Nase!
Wer Wein bringt, sehe mich freundlich an, sonst trübt sich der Elfer im Glase.“

Ein weiteres Gedicht, das sich auf den „Elfer“ bezieht, stammt von FRIEDERICH GESSLER, Titel: „Der Geist von Anno elf“:
Beim Lindenwirt im Keller ruht ein großes Fass voll Traubenblut, gekeltert anno elf;

und in dem staubgen Fasse kreist dem Lindenwirt sein böser Geist, der Geist von Anno elf.
In der Vertonung von H. KEYL steht es im Allgemeinen Deutschen Kommersbuch (zit. nach der 54. Aufl., Lahr o. J., ca. 1848, Nr. 338).